# IEEE Standards Association
El IEEE Standards Association (IEEE-SA) es una organización dentro de IEEE que desarrolla a nivel mundial las normas en una amplia gama de industrias, incluyendo: energía, biomedicina y cuidado de la salud, tecnología de la información y robótica, telecomunicaciones y domótica, el transporte, la nanotecnología, aseguramiento de la información, y muchos más.
IEEE-SA lleva desarrollando estándares durante más de un siglo, a través de un programa que ofrece equilibrio, apertura, procedimientos justos y consenso. Los expertos técnicos de todo el mundo participan en el desarrollo de las normas IEEE.
IEEE-SA no es un órgano formalmente autorizado por ningún gobierno, sino más bien una comunidad. Las organizaciones internacionales de normalización formalmente reconocidas (ISO, IEC, ITU, CEN), son federaciones de organismos nacionales de normalización (American ANSI, DIN alemán, JISC japonés, etc).

## Normas y Proceso de Desarrollo de Estándares IEEE
Cada año, la IEEE-SA lleva a cabo más de 200 votaciones de normas, un proceso por el cual las normas propuestas se votan para fiabilidad técnica y solidez. En 2005, IEEE tenía cerca de 900 estándares activos, con 500 normas en fase de desarrollo.
Uno de los más notables dentro de los grupos encargados de la estandarización es el IEEE 802 LAN / MAN grupo de normas, que ha aprobado normas ampliamente usadas en las redes de computadoras, tanto por hilo (Ethernet, también conocido como IEEE 802.3) o inalámbricas (IEEE 802.11 - WiFi- e IEEE 802.16 - WiMAX-).